# Pavol Majerník
Pavol Majerník (Vrbové, 31 dicembre 1978) è un allenatore di calcio ed ex calciatore slovacco, di ruolo difensore.

## Carriera

### Nazionale
Ha giocato la sua unica partita con la maglia della propria nazionale nel 2006.